# Dryobotodes suberis
Dryobotodes suberis är en fjärilsart som beskrevs av Jean Baptiste Boisduval 1829. Dryobotodes suberis ingår i släktet Dryobotodes och familjen nattflyn. Inga underarter finns listade i Catalogue of Life.